# Авангард (Криворожский городской совет)
Авангард (укр. Авангард) — посёлок, Криворожский городской совет, Днепропетровская область, Украина.
Код КОАТУУ — 1211090001. Население по переписи 2001 года составляло 1522 человека.

## Географическое положение
Посёлок находится на левом берегу реки Ингулец в верховьях Карачуновского водохранилища, выше по течению на расстоянии в 2 км расположено село Лозоватка, ниже по течению на расстоянии в 1,5 км расположено село Марьяновка. К посёлку примыкает хвостохранилище ЦГОКа (≈16 км²). Рядом проходит автомобильная дорога Н-23 и железная дорога, станция Красный Шахтёр в 8 км.

## Экология
- Хвостохранилище ПАО «ЦГОК».